# Гоан
Гоан (фр. Goin) насеље је и општина у североисточној Француској у региону Лорена, у департману Мозел која припада префектури Мец Кампањ.
По подацима из 2011. године у општини је живело 331 становника, а густина насељености је износила 36,49 становника/km². Општина се простире на површини од 9,07 km². Налази се на средњој надморској висини од 220 метара (максималној 270 m, а минималној 184 m).

## Демографија
| 1962. | 1968. | 1975. | 1982. | 1990. | 1999. | 2011. |
| ----- | ----- | ----- | ----- | ----- | ----- | ----- |
| 247   | 277   | 250   | 258   | 261   | 288   | 331   |

График промене броја становника у току последњих година